# 數位市場法案
《數位市場法案》（缩写DMA）是歐盟委员会正在考慮的一项欧盟法规草案。DMA旨在透過防止大公司濫用其市場力量，並允許讓新參與者進入市場以確保歐洲數位市場的競爭程度更高。該法案為指定的看門人建立了一份任務清單，若不遵守法案規定，則將會有強制執行的制裁機制，包括高達全球營業額10%的罰款。

## 内容
該法案針對在歐盟運營的最大數位平台，他們也被稱為「看門人」，因為這些平台在某些數位領域具有“持久”的市場地位，並且還符合某些與使用者數量、營業額或資本化相關的某些標準。即使守門人的名單並未公佈，但一般相信“科技巨擘”們——GAFAM（谷歌、亚马逊、Facebook、苹果、微软）——很可能是該法案的主要對象，但不是唯一的對象。
义务清单包括禁止合并从属于同一公司的两种不同服务（例如Facebook和WhatsApp）收集的数据；保护平台业务用户（包括广告商和发布商）的规定；反对平台用于推广自己产品的自我偏好方法的法律文书（使用谷歌搜索时谷歌产品的偏好结果）；有关预装部分服务的文章（Android）；与捆绑做法相关的法规；确保平台的企业和最终用户的互操作性、可移植性和数据访问的规定。
根据欧盟委员会的说法，该法规的主要目标是规范大型科技公司在欧洲单一市场内外的行为。委员会旨在确保高度集中的欧洲数字市场的公平竞争（“公平竞争环境”），这些市场通常以“赢家通吃”配置为特征。
DMA涵盖八个不同的部门，它们也被称为核心平台服务（CPS）。由于存在一定程度上影响市场竞争性的看门人，欧盟委员会认为CPS存在问题：
- 在线搜索引擎（例如谷歌搜索）；
- 在线中介服务（例如Google Play，苹果App Store）；
- 社交网络（例如Facebook）；
- 视频共享平台（例如YouTube）；
- 通讯平台（例如WhatsApp，Gmail）；
- 广告服务（例如谷歌广告）；
- 操作系统（例如Android）；
- 云服务（例如亚马逊云计算服务）。[8][1]

## 历史
该提案由欧盟委员会于2020年12月15日提交给欧洲议会和欧盟理事会。与数字服务法案（DSA）一起，DMA是题为“塑造欧洲数字未来”的欧洲数字战略的一部分。DMA由欧洲委员会执行副主席Margrethe Vestager和欧洲内部市场专员蒂埃里·布雷顿作为冯德莱恩委员会的成员提出。到2022年3月24日，欧洲议会就DMA达成协议，将由成员国颁布。
该提案预计要到2023年才能实施，因为它必须得到欧洲议会和理事会的批准。
2022年7月5日，歐洲議會議員以壓倒性多數批准重點在於結束科技巨頭壟斷行為的「數位市場法」（DMA）最終版本，以及加強審查和懲處網路平台存放違禁內容的《數位服務法案》（DSA）。

## 外部連結
- Proposal for a Regulation of the European Parliament and of the Council on contestable and fair markets in the digital sector (Digital Markets Act) （页面存档备份，存于） on EUR-Lex
- Procedure 2020/0374/COD （页面存档备份，存于） on EUR-Lex
- Procedure 2020/0374(COD) （页面存档备份，存于） on ŒIL